# Министерство пищевой промышленности Индии
Министерство пищевой промышленности Индии отвечает за разработку и администрирование правил, положений и законов, относящихся к пищевой промышленности в Индии. 
Министерство было создано в 1988 году, с целью развития сильного и энергичного сектора пищевой промышленности, для создания занятости в сельском хозяйстве и возможностей для фермеров воспользоваться преимуществами современных технологий, а также создания прибавочного экспорта и стимулирования спроса на переработанные продукты питания.

## Функции министерства
- Политика поддержки и развития
- Рекламная и техническая поддержка
- Консультативная и регулятивная поддержка

### Цели
- Более эффективное использование и создание добавленной стоимости сельскохозяйственной продукции для повышения доходов фермеров.
- Минимизация потерь на всех этапах технологической цепочки производства пищи, развитие инфраструктуры для хранения, транспортировки и переработки сельскохозяйственной и продовольственной продукции.
- Внедрение современных технологий в пищевую промышленность как из внутренних, так и из внешних источников.
- Максимальное использование сельскохозяйственных отходов и побочных продуктов первичной сельскохозяйственной продукции